# MTV Video Music Awards 2018
MTV Video Music Awards 2018 – trzydziesta piąta gala rozdania nagród MTV Video Music Awards, która odbyła się 20 sierpnia 2018 roku po raz pierwszy od dziewięciu lat w Radio City Music Hall w Nowym Jorku. Była ona nadawana na kanałach MTV, MTV Music, MTV2, VH1, MTV Classic, BET, CMT, Comedy Central, Logo TV, Paramount Network, TV Land, a także BET Her. Nominacje oficjalnie ogłoszono 16 lipca 2018 roku za pośrednictwem aplikacji IGTV znajdującej się w serwisie Instagram. Najwięcej, bo aż dziesięć otrzymała Cardi B, która otworzyła tegoroczną ceremonię, zaś na drugim miejscu znaleźli się Beyoncé i Jay-Z jako duo The Carters z ośmioma nominacjami.
Podczas gali najważniejszą nagrodę w historii MTV Video Music Awards, Teledysk roku wręczyła piosenkarka Madonna, która jest zwyciężczynią ponad dwudziestu statuetek. Ponadto nagrodę specjalną Video Vanguard Award imienia Michaela Jacksona otrzymała Jennifer Lopez.

## Gala

### Występy
| Wykonawcy                       | Piosenki |
| Przed właściwym show            | Przed właściwym show |
| ------------------------------- | --- |
| Bazzi                           | "Mine" |
| Bryce Vine                      | "Drew Barrymore" |
| Backstreet Boys                 | "Don't Go Breaking My Heart" |
| Właściwe show                   | |
| Shawn Mendes                    | "In My Blood" |
| Bazzi                           | "Beautiful" |
| Logic Ryan Tedder               | "One Day" |
| Panic! at the Disco             | "High Hopes" |
| Jessie Reyez                    | "Apple Juice" |
| Nicki Minaj                     | "Majesty" "Barbie Dreams" "Ganja Burns" "Fefe" (na żywo z metra w World Trade Center) |
| Hayley Kiyoko                   | "Curious" |
| Jennifer Lopez Ja Rule          | Medley - "Waiting for Tonight" - "On the Floor" - "Dance Again" - "Ain't Your Mama" - "If You Had My Love (Pablo Flores Remix)" - "El Anillo"/"Booty" - "Love Don’t Cost a Thing" (wraz z elementami utworów "In My Feelings" i "Nice for What" Drake'a) - "I’m Glad" - "Get Right" - "All I Have" - "Jenny from the Block" (wraz z intrem DJ-a Khaleda) - "I'm Real (Murder Remix)" (wraz z Ja Rule) - "Ain't It Funny (Murder Remix)" (wraz z Ja Rule) - "Dinero" (wraz z DJ-em Khaledem) (wraz z elementami utworów "Bodak Yellow" Cardi B i "Bitch Better Have My Money" Rihanny) |
| Ariana Grande                   | "God Is a Woman" |
| PrettyMuch                      | "Summer on You" |
| Travis Scott James Blake        | "Stargazing" "Stop Trying to Be God" "Sicko Mode" |
| Juice Wrld                      | "Lucid Dreams" |
| Maluma                          | "Felices los 4" |
| Lauv                            | "I Like Me Better" (część reklamy sponsorowanej przez markę gum Extra) |
| Post Malone 21 Savage Aerosmith | "Rockstar" "Dream On" "Toys in the Attic" |

## Nagrody i nominacje
Opracowano na podstawie materiału źródłowego

### Teledysk roku
- Camila Cabello (gościnnie Young Thug) – "Havana"
  - Beyoncé i Jay-Z (The Carters) – "Apeshit"
  - Chlidish Gambino – "This Is America"
  - Drake – "God's Plan"
  - Ariana Grande – "No Tears Left to Cry"
  - Bruno Mars (gościnnie Cardi B) – "Finesse"

### Artysta roku[15]
- Camila Cabello
  - Cardi B
  - Drake
  - Ariana Grande
  - Post Malone
  - Bruno Mars

### Piosenka roku
- Post Malone (gościnnie 21 Savage) – "Rockstar"
  - Camila Cabello (gościnnie Young Thug) – "Havana"
  - Drake – "God's Plan"
  - Dua Lipa – "New Rules"
  - Bruno Mars (gościnnie Cardi B) – "Finesse"
  - Ed Sheeran – "Perfect"

### Najlepszy nowy artysta
- Cardi B
  - Bazzi
  - Chloe x Halle
  - Hayley Kiyoko
  - Lil Pump
  - Lil Uzi Vert

### Najlepsza współpraca
- Jennifer Lopez (gościnnie DJ Khaled i Cardi B) – "Dinero"
  - Beyoncé i Jay-Z (The Carters) – "Apeshit"
  - Logic (gościnnie Alessia Cara i Khalid) – "1-800-273-8255"
  - Bruno Mars (gościnnie Cardi B) – "Finesse"
  - N.E.R.D i Rihanna – "Lemon"
  - Bebe Rexha (gościnnie Florida Georgia Line) – "Meant to Be"

### Najlepszy nowy artysta w serii Push
- Hayley Kiyoko
  - Bishop Briggs
  - Chloe x Halle
  - Noah Cyrus
  - Tee Grizzley
  - Kacy Hill
  - Khalid
  - Kyle
  - Lil Xan
  - PrettyMuch
  - Jessie Reyez
  - Sigrid
  - SZA
  - Grace VanderWall
  - Why Don't We

### Najlepszy teledysk popowy
- Ariana Grande – "No Tears Left to Cry"
  - Camila Cabello (gościnnie Young Thug) – "Havana"
  - Demi Lovato – "Sorry Not Sorry"
  - Shawn Mendes – "In My Blood"
  - Pink – "What About Us"
  - Ed Sheeran – "Perfect"

### Najlepszy teledysk hip hopowy
- Nicki Minaj – "Chun-Li"
  - Cardi B (gościnnie 21 Savage) – "Bartier Cardi"
  - Beyoncé i Jay-Z (The Carters) – "Apeshit"
  - J. Cole – "ATM"
  - Drake – "God's Plan"
  - Migos (gościnnie Drake) – "Walk It Talk It"

### Najlepszy teledysk latino
- J Balvin (gościnnie Willy William) – "Mi Gente"
  - Daddy Yankee – "Dura"
  - Luis Fonsi (gościnnie Demi Lovato) – "Echame la Culpa"
  - Jennifer Lopez (gościnnie DJ Khaled i Cardi B) – "Dinero"
  - Maluma – "Felices los 4"
  - Shakira (gościnnie Maluma) – "Chantaje"

### Najlepszy teledysk dance
- Avicii (gościnnie Rita Ora) – "Lonely Together"
  - The Chainsmokers – "Everybody Hates Me"
  - David Guetta (gościnnie Sia) – "Flames"
  - Calvin Harris (gościnnie Dua Lipa) – "One Kiss"
  - Marshmello (gościnnie Khalid) – "Silence"
  - Zedd (gościnnie Liam Payne) – "Get Low"

### Najlepszy teledysk rockowy
- Imagine Dragons – "Whatever It Takes"
  - Fall Out Boy – "Champion"
  - Foo Fighters – "The Sky Is a Neighborhood"
  - Linkin Park – "One More Light"
  - Panic! at the Disco – "Say Amen (Saturday Night)"
  - Thirty Seconds to Mars – "Walk on Water"

### Najlepszy teledysk ze społecznym przekazem
- Childish Gambino – "This Is America"
  - Drake – "God's Plan"
  - Dej Loaf (gościnnie Leon Bridges) – "Liberated"
  - Logic (gościnnie Alessia Cara i Khalid) – "1-800-273-8255"
  - Janelle Monáe – "Pynk"
  - Jessie Reyez – "Gatekeeper"

### Najlepsza dyrekcja artystyczna
- Beyoncé i Jay-Z (The Carters) – "Apeshit" (Dyrektor artystyczny: Jan Houlevigue)
  - Childish Gambino – "This Is America" (Dyrektor artystyczny: Jason Kisvarday)
  - J. Cole – "ATM" (Dyrektor artystyczny: Miles Mullin)
  - Janelle Monáe – "Make Me Feel" (Dyrektor artystyczny: Pepper Nguyen)
  - Taylor Swift – "Look What You Made Me Do" (Dyrektor artystyczny: Brett Hess)
  - SZA – "The Weekend" (Dyrektor artystyczny: Solána Imani Rowe i Solange Knowles)

### Najlepsza choreografia
- Childish Gambino – "This Is America" (Choreograf: Sherrie Silver)
  - Camila Cabello (gościnnie Young Thug) – "Havana" (Choreografowie: Calvit Hodge i Sara Bivens)
  - Beyoncé i Jay-Z (The Carters) – "Apeshit" (Choreografowie: Sidi Larbi Cherkaoui i Jacquel Knight)
  - Dua Lipa – "IDGAF" (Choreograf: Marion Motin)
  - Bruno Mars (gościnnie Cardi B) – "Finesse" (Choreografowie: Phil Tayag i Peter Gene Hernandez)
  - Justin Timberlake – "Filthy" (Choreografowie: Marty Kudelka, AJ Harpold, Tracey Phillips i Ivan Koumaev)

### Najlepsza kinematografia
- Beyoncé i Jay-Z (The Carters) – "Apeshit" (Zdjęcia: Benoit Debie)
  - Alessia Cara – "Growing Pains" (Zdjęcia: Pau Castejón)
  - Childish Gambino – "This Is America" (Zdjęcia: Larkin Seiple)
  - Eminem (gościnnie Ed Sheeran) – "River" (Zdjęcia: Frank Mobillio i Patrick Meller)
  - Ariana Grande – "No Tears Left to Cry" (Zdjęcia: Scott Cunningham)
  - Shawn Mendes – "In My Blood" (Zdjęcia: Jonathan Sela)

### Najlepsza reżyseria
- Childish Gambino – "This Is America" (Reżyser: Hiro Murai)
  - Beyoncé i Jay-Z (The Carters) – "Apeshit" (Reżyser: Ricky Saix)
  - Drake – "God's Plan" (Reżyser: Karena Evans)
  - Shawn Mendes – "In My Blood" (Reżyser: Jay Martin)
  - Ed Sheeran – "Perfect" (Reżyser: Jason Koenig)
  - Justin Timberlake (gościnnie Chris Stapleton) – "Say Something" (Reżyser: Arturo Perez Jr.)

### Najlepszy montaż
- N.E.R.D i Rihanna – "Lemon" (Montażysta: Taylor Ward)
  - Beyoncé i Jay-Z (The Carters) – "Apeshit" (Montażyści: Taylor Ward i Sam Ostrove)
  - Childish Gambino – "This Is America" (Montażysta: Ernie Gilbert)
  - Bruno Mars (gościnnie Cardi B) – "Finesse" (Montażysta: Jacquelyn London)
  - Janelle Monáe – "Make Me Feel" (Montażysta: Deji Laray)
  - Taylor Swift – "Look What You Made Me Do" (Montażysta: Chancler Haynes)

### Najlepsze efekty specjalne
- Kendrick Lamar (gościnnie SZA) – "All the Stars" (Efekty specjalne: Loris Paillier)
  - Avicii (gościnnie Rita Ora) – "Lonely Together" (Efekty specjalne: KPP)
  - Eminem (gościnnie Beyoncé) – "Walk on Water" (Efekty specjalne: Rich Lee)
  - Ariana Grande – "No Tears Left to Cry" (Efekty specjalne: Vidal i Loris Paillier)
  - Taylor Swift – "Look What You Made Me Do" (Efekty specjalne: Ingenuity Studios)

### MTV Video Vanguard Award
- Jennifer Lopez[16]